# 예당국제공연예술제
예당국제공연예술제는 충청남도 예산군에서 열리는 공연행사로, 연극인들이 주축이 되어 시작한 향토연극제이다. 충청 유일의 국제 행사라는 점에서 의의를 가지고 있으며, 2022년 개최 10주년을 맞이하였다.
- 공식 슬로건

if day come, YDIAF come.
내일의 예술을 예당과 함께하다.
- 2013년

- 예당마당극페스티벌로 시작
- 2016년

- 서울, 부산, 충남의 대표 작품들을 선정하여 무대화
- 김기천 배우 홍보대사 위촉
- 2017년

- 예당국제연극제로 명칭 변경, 국제 행사로 확대
- 그리스, 중국, 러시아, 서울, 부산팀의 작품을 선정하여 무대화
- 예당전국대학연극제 경연 형식으로 도입
- 김광규, 김선영 배우 홍보대사 위촉
- 2018년

- 국제 행사로 확대, 예당공연예술제 및 예당국제대학연극제로 명칭 변경
- 2019년

- 예당전국청소년독백대회 경연 형식으로 도입
- 김성은 배우 홍보대사 위촉
- 2021년

- 청년 홍보대사 도입
- 김승수, 김시연, 나리나, 배정하, 배주현, 사윤경, 서가현, 이다영, 이정은, 정혜진, 황서현 청년 홍보대사 11인 위촉
- 2022년

- 예당스트리트페스티벌 도입
- 김정민, 김주희, 박선유, 박소연, 신연교, 신경한, 유한얼, 조희주, 한남경, 한채연, 황서현 청년 홍보대사 11인 위촉